# Manyara
Manyara je bezodtoké jezero ve Východoafrickém riftu na severu Tanzanie. Nachází se nedaleko města Arusha v nadmořské výšce 1045 m. Má rozlohu v závislosti na přísunu vody mezi 230 km² a 470 km² a maximální hloubku 3,7 m. Nejdůležitějším přítokem je řeka Makayuni. Název jezera je odvozen z masajského slova „emanyara“ (pryšec).
Voda je alkalická s pH okolo 9,5. V jezeře žije množství vrubozubcovitých ryb včetně vzácného endemitu Oreochromis amphimelas. Jezero je známé bohatstvím vodního ptactva: nesyt africký, pelikán bílý, marabu africký, lžičák pestrý, pisila čáponohá, jespák malý a především plameňák malý (v roce 1991 zde byly napočítány téměř dva miliony jedinců). Na březích rostou akácie, trichilie a nohoplody.
Podle jezera je nazván administrativní region Manyara a národní park Manyara (biosférická rezervace UNESCO).
Ernest Hemingway označil okolí jezera za nejkrásnější krajinu v Africe.